# Dausa (Distrikt)
Der Distrikt Dausa (Hindi दौसा जिला) ist ein Distrikt im westindischen Bundesstaat Rajasthan.
Der Distrikt entstand am 10. April 1991. 
Die Fläche beträgt 3432 km². Verwaltungssitz ist die gleichnamige Stadt Dausa. Ein historisch und kulturell bedeutsamer Ort ist das Dorf Abhaneri.

## Bevölkerung
Die Einwohnerzahl der zumeist Hindi sprechenden Bevölkerung liegt bei 1.637.226 (2011). Etwa 85 % der Bevölkerung sind Hindus und ca. 15 % sind Moslems. Wie bei Volkszählungen in Indien üblich übersteigt der Anteil der männlichen Bevölkerung den der weiblichen um etwa 15 %.

## Verwaltungsgliederung
Der Distrikt ist in 5 Tehsils gegliedert:
- Baswa
- Dausa
- Lalsot
- Mahwa
- Sikrai

Im Distrikt gibt es folgende Städte vom Status einer Municipality:
- Bandikui
- Dausa
- Lalsot